# Ėdhar Aljachnovič
Ėdhar Stanislavavič Aljachnovič (in bielorusso Эдгар Станіслававіч Аляхновіч?; in russo Эдгар Станиславович Олехнович?, Ėdgar Stanislavovič Olechnovič; Brėst, 17 maggio 1987) è un ex calciatore bielorusso, di ruolo centrocampista.

## Carriera

### Club
Dopo aver trascorso 3 anni alla Dinamo Brėst, nel 2010 si trasferisce al BATĖ Borisov, con cui vince il campionato bielorusso.

### Nazionale
Tra il 2013 ed il 2014 ha giocato 14 partite e messo a segno una rete con la maglia della nazionale bielorussa.

## Palmarès

### Club

#### Competizioni nazionali
- Coppa di Bielorussia: 3

Dinamo Brėst: 2006-2007
BATĖ Borisov: 2009-2010, 2014-2015
- Supercoppa di Bielorussia: 6

BATĖ Borisov: 2010, 2011, 2013, 2014, 2015, 2016
- Campionato bielorusso: 6

BATĖ Borisov: 2010, 2011, 2012, 2013, 2014, 2015